# Color Line

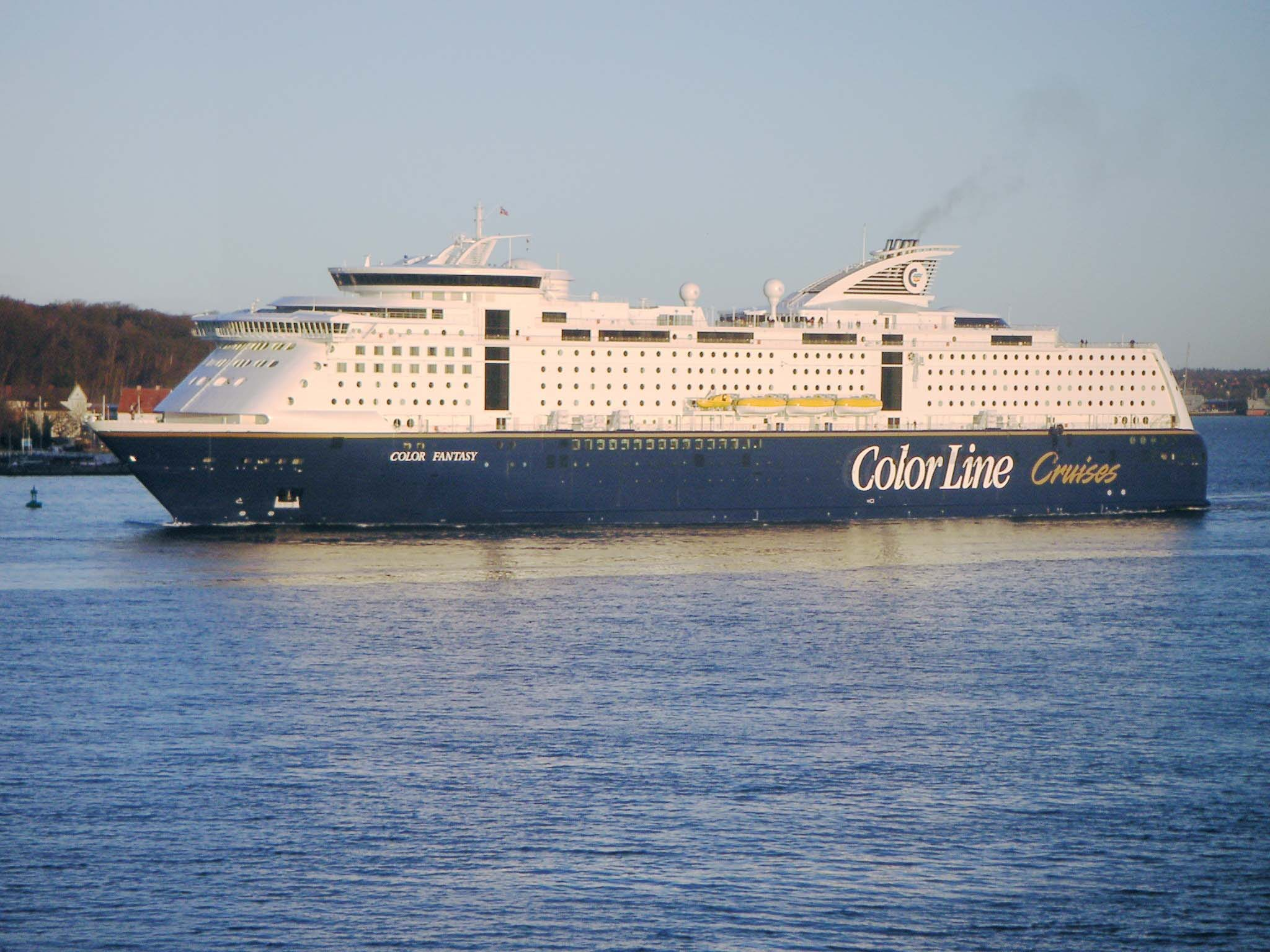
Color Fantasy in der Kieler Förde

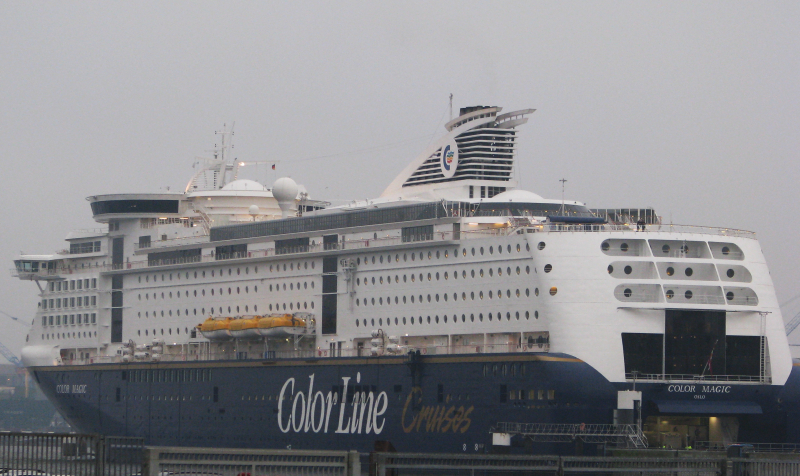
Color Magic wird am Norwegenkai in Kiel beladen

Die Color Line ist eine norwegische Reederei, die vier Fährlinien und fünf Schiffe betreibt. Sie entstand im Oktober 1990 durch den Zusammenschluss der Jahre Line und Norway Line. Im Dezember 1990 kaufte Color Line den Fährbetrieb der Fred. Olsen Lines. Im Oktober 1996 übernahm Color Line die Streckenrechte der Larvik Line (Larvik–Frederikshavn) und charterte das Fährschiff Peter Wessel. 1999 übernahm Color Line die Route Strömstad–Sandefjord von Scandi Line. Color Line AS ist eine hundertprozentige Tochter der Holding Color Group ASA, alleiniger Inhaber ist Olav Nils Sunde.
Im Jahr 2016 beförderte Color Line mit sechs Fährschiffen auf vier Routen 3,85 Millionen Passagiere, davon 1,1 Mio. auf der Route Kiel–Oslo. Insgesamt wurden 913.676 Pkw und 175.680 12-m-Einheiten beim Frachttransport (Lkw) befördert. Nach 2014 wurde 2016 bei einem Umsatz von 534 Mio. Euro erstmals wieder ein Gewinn von 46 Mio. Euro erwirtschaftet.
Die Color Line ist Namenspatin des Color-Line-Stadions in Ålesund.

## Geschichte

### 1990er Jahre
Im Oktober 1990 fusionierten Jahre Line und Norway Line zur Color Line. Zwei Monate später, im Dezember 1990, übernahm Color Line den Fährbetrieb und die Schiffe (Bolero, Borgen, Bayard) der Fred. Olsen Lines. Die Schiffe wurden in Jupiter, Skagen und Christian IV umbenannt. Die Routen Hirtshals–Kristiansand und Hirtshals–Oslo erweiterten das Streckennetz. Im Winter 1991/1992 wurde das zwischen Kiel und Oslo verkehrende Fährschiff Prinsesse Ragnhild in Cádiz umgebaut und um 30 Meter verlängert.
Nach dem Untergang der Estonia 1994 wurden alle Schiffe der Color Line im Mai 1996 mit Querschotten auf den Autodecks ausgestattet.
Im Oktober 1996 kaufte Color Line von der Larvik Line die Streckenrechte von Frederikshavn nach Larvik und Moss und charterte das Schiff Peter Wessel. Im Gegenzug erwarb die Larvik Scandi Line Holding von der Skaugen Shipping AS die Aktienmehrheit an Color Line AS. Im September 1998 übernahm Color Line die Scandi Line mit den Schiffen Sandefjord, Bohus und Color Viking. Olav Nils Sunde kaufte im November 1998 alle bislang im Streubesitz befindlichen Aktien und wurde somit 100-prozentiger Eigentümer der Color Line. Die Color Line wurde seitdem nicht mehr an der Börse gehandelt. Einen Monat später wurden die Route von Bergen, Haugesund und Stavanger nach Newcastle und das dazugehörige Schiff Color Viking an die Fjord Line abgetreten.
Am 7. Juli 1999 brach bei Göteborg auf dem Weg von Kiel nach Oslo im Maschinenraum der Prinsesse Ragnhild ein Brand aus. Alle Passagiere wurden erfolgreich evakuiert. Nach einem Werftbesuch bei Blohm + Voss wurde das Schiff Anfang September 1999 wieder in Dienst gestellt. Rund eine Woche später kam es am 15. Juli 1999 zu einer Grundberührung der Kronprins Harald im Oslofjord. Das Schiff wurde zur Überprüfung in die Werft Nordseewerke nach Emden verbracht. Nach den Unfällen der beiden Schiffe war der Fährverkehr zwischen Kiel und Oslo erstmals seit 1961 unterbrochen. Am 20. Juli 1999 nahm die Kronprins Harald den Linienbetrieb wieder auf.

### 2000–2005
Am 16. Dezember 2002 bestellte Color Line bei Kværner Masa Yards in Turku die Color Fantasy, das laut Aussage der Color Line „weltgrößte Kreuzfahrtschiff mit Autodeck“. Des Weiteren charterte Color Line im März 2004 die Color Traveller und eröffnete eine Frachtroute zwischen Hirtshals und Larvik. Die Ablieferung der Color Fantasy erfolgte im Dezember 2004. Am 10. Dezember 2004 wurde das Schiff in Oslo getauft und begann seine Jungfernfahrt nach Kiel. Die Color Fantasy fährt unter dem Label „Color Line Cruises“.
Die Skagen, zuletzt ein Ersatzschiff, wurde im April 2005 an die ägyptische Reederei El Salam Shipping verkauft. Am 19. Mai 2005 verließ sie unter dem Namen Fedra den Hafen Sandefjord. Diesen Namen behielt sie jedoch nicht lange, da sie im Oktober 2005 an Arab Bridge Maritime Co. in Aqaba (Jordanien) weiterverkauft wurde.
Am 27. April 2005 wurde die neue Route Hirtshals–Stavanger–Bergen eröffnet, die mit der Prinsesse Ragnhild bedient wurde.
Das weitgehend baugleiche Schwesterschiff der Color Fantasy, die Color Magic, wurde am 27. Mai 2005 bestellt.
Am 24. August 2005 brannte es im Maschinenraum der Christian IV, als die Fähre vier Seemeilen westlich der Insel Oksøy südlich von Kristiansand auf norwegischem Hoheitsgebiet von Hirtshals kommend unterwegs war. Es bestand keine Gefahr für die 347 Passagiere und Besatzungsmitglieder. Ursache war offensichtlich eine geborstene Treibstoffleitung. Nach Instandsetzungsarbeiten konnte die Fähre am 25. August 2005 wieder ihren Betrieb aufnehmen.
Vom 1. September 2005 an erhebt Color Line Treibstoffzuschläge für alle Fahrten mit ihren Schiffen. Die Höhe des Zuschlages richtet sich jeweils nach der Länge der Route. Grund für die Treibstoffzuschläge waren die damals stark gestiegenen Rohölpreise.

### 2006
Im April 2006 wurde der Fahrplan modifiziert. Die Color Festival bediente nun die Strecke Frederikshavn – Oslo als direktes Konkurrenzangebot zur Stena Line, während die Peter Wessel von nun an Larvik von Hirtshals aus anfuhr.
Am 23. August 2006 verkündete die norwegische Aufsichtsbehörde für Wettbewerbsfragen, kein Verfahren gegen die Fährrederei Color Line wegen Missbrauchs der marktbeherrschenden Stellung einzuleiten. Dies wurde zuvor durch den Wettbewerber Fjord Line gefordert, da dieser Preisdumping auf der im Jahr 2005 von Color Line neu eröffneten Strecke Hirtshals–Stavanger–Bergen vermutete. Nachprüfungen der Einnahmen und Kosten auf der Strecke zwischen dem 1. Mai 2005 und 30. April 2006 hätten keine Anhaltspunkte für Preisdumping gegeben, teilte die Behörde mit.
Im Dezember 2006 wurde das gecharterte Schiff Color Traveller an den Eigentümer, die Rederi AB Gotland, zurückgegeben und in Thjelvar umgetauft. Dieser Schritt war die erste Vorbereitung auf die Einführung der Superspeed-Fähren im Dezember 2007 und April 2008.

### 2007
Am 22. Januar 2007 wurde die Fähre Kronprins Harald an Irish Ferries verkauft. Im Februar 2007 wurde die Fähre an den neuen Eigentümer übereignet. Das Schiff wurde mittels Bareboat-Charter bis zur Lieferung der Color Magic von Color Line zurück gechartert. Im September 2007 übernahm Irish Continental Line Ltd die Fähre und benannte sie in Oscar Wilde um.
Am 15. September 2007 wurde die Color Magic in Kiel getauft. Taufpatin war die Schauspielerin Veronica Ferres.
Am 19. Oktober 2007 unterzeichnete die Color Line einen Vertrag mit der italienischen Reederei MSC (Mediterranean Shipping Company) über den Verkauf der Peter Wessel. Der Kaufpreis betrug 25 Mio. Euro, rund 200 Mio. NOK. Das neue Einsatzgebiet der Peter Wessel, die seit 1984 ihren Dienst zwischen Dänemark und dem norwegischen Larvik verrichtete, ist das Mittelmeer. Am 13. November 2007 teilte Color Line den Verkauf der Silvia Ana L an die argentinische Reederei Buquebus für 16 Mio. USD mit. Das Schiff verbindet seit dem 20. Dezember 2007 die beiden Hauptstädte Buenos Aires (Argentinien) und Montevideo (Uruguay).
Am 21. November 2007 gab Color Line bekannt, dass sie die Color Festival für ca. 49 Mio. Euro an Medinvest SpA (Corsica Ferries) verkauft hat. Damit stellte Color Line den Betrieb der Strecke Frederikshavn–Oslo ein und verließ Frederikshavn komplett. Die Prinsesse Ragnhild wurde ab dem Jahreswechsel 2007/2008 auf der Route Hirtshals–Oslo eingesetzt. Die bis dahin von der Prinsesse Ragnhild bediente Route Hirtshals–Stavanger–Bergen wurde wegen zukünftig in Norwegen zu zahlenden Umweltabgaben ebenfalls eingestellt, da mit Stavanger und Bergen gleich zwei norwegische Häfen angelaufen wurden.
Im Dezember 2007 nahm die SuperSpeed 1 den Dienst zwischen Hirtshals und Kristiansand auf. Die Christian IV wechselte bis zur Indienststellung der SuperSpeed 2 auf die Route zwischen Hirtshals und Larvik. Die Peter Wessel wurde an MSC übergeben und als SNAV Toscana bei der italienischen Reederei SNAV eingesetzt. Die neuen SuperSpeed-Schiffe sind mit 211 Metern wesentlich größer als die bisherigen Fähren Christian IV (153,4 Meter) und Peter Wessel (168,5 Meter). Sie sind 27–30 Knoten schnell und verkürzen die Fahrzeit auf der Route wesentlich. Sie bieten Platz für 1800 Passagiere und 2000 Spurmeter für rollende Ladung bzw. 700 Pkw.

### 2008–2016
Die erst seit dem Januar 2008 mit der Prinsesse Ragnhild bediente Strecke Hirtshals–Oslo wurde ab dem 6. Mai 2008 ebenfalls eingestellt, die Prinsesse Ragnhild sollte verkauft werden. Grund dafür war vor allem die schlechte finanzielle Entwicklung auf dieser Strecke. Von der Aufgabe der Strecke waren rund 300 Color-Line-Mitarbeiter betroffen. Im April 2008 wurde die SuperSpeed 2 auf der Route Hirtshals – Larvik in Dienst gestellt. Die Christian IV wurde an die finnische Reederei Stella Lines verkauft und dort in Julia umbenannt. Am 3. September 2008 gab Color Line bekannt, dass sie die Prinsesse Ragnhild für 23 Mio. Euro an die US-amerikanische Reederei Celebration Cruise Holdings Inc. verkauft hat. Diese betrieb sie ab März 2009 zwischen Florida (Palm Beach) und den Bahamas (Freeport) als Bahamas Celebration.
Aufgrund verschärfter Umweltvorschriften ab 2015 wurden 2014 und 2015 die Fähren Superspeed 1, Superspeed 2, Color Fantasy und Color Magic mit Scrubbern ausgestattet. Da sich dieser Einbau aufgrund des Alters bei den Fähren Bohus und Color Viking nicht mehr lohnt, werden diese seit dem 1. Januar 2015 rein mit Marinedieselöl betrieben, das einen geringeren Schwefelanteil besitzt als Schweröl.

### Ab 2017

#### Sandefjord - Strömstad
2019 wurde die Bohus auf der Route Sandefjord - Strömstad durch den Neubau Color Hybrid ersetzt. Das Schiff ist 160 Meter lang und hat eine Kapazität von 2000 Passagieren und 500 Pkw. Die Plug-in-Hybrid-Fähre ist mit Dieselgeneratoren und Elektromotoren für den Antrieb ausgerüstet.
Zudem betrieb die Fjord Line von Juni 2014 bis 23. Oktober 2023 ebenfalls mit einem Schiff (Oslofjord) die Route Sandefjord–Strömstad, weshalb der Neubau dringend benötigt wurde.
Wegen der COVID-19-Pandemie wurde die Fährstrecke ab März 2020 zeitweise nicht mehr bedient. Im Jahr 2022 gab Color Line die Ausmusterung der Color Viking bekannt.
Seit dem 23. Oktober 2023 ist die Color Line alleiniger Gesellschafter auf der Route Sandefjord - Strömstad mit dem Fährschiff Color Hybrid.

#### Kiel – Oslo
Aufgrund der steigenden Nachfrage im Frachtverkehr auf der Route Kiel–Oslo wurde ab dem 10. Januar 2019 die neu erworbene Frachtfähre Color Carrier als drittes Schiff eingesetzt. Außerdem wird geplant, ein Kreuzfahrtschiff bauen zu lassen.
Während der COVID-19-Pandemie wurden auf der Route Kiel–Oslo zeitweise nur Ladungspartien befördert. Die beiden auf der Route eingesetzten RoPax-Fähren wurden vorübergehend aus der Fahrt genommen und ab der zweiten März-Hälfte 2020 rund 2000 Mitarbeiter beurlaubt. Die Color Fantasy nahm Mitte Juni, die Color Magic Ende Juni den Verkehr wieder auf. Zunächst wurden allerdings keine Passagiere befördert. Color Line kehrte am 15. Juli 2020 zum regulären Fahrplan zurück. Wegen der steigenden Krankheitszahlen in Deutschland wurden ab dem 28. August 2020 wiederum keine deutschen Fahrgäste mehr in Richtung Oslo mitgenommen.
Von Ende 2020 bis 2021 kam es zu weiteren Einschränkungen des Betriebs zwischen Kiel und Oslo. So waren im Januar 2021 Color Magic und Color Fantasy für einige Zeit aufgelegt und die Color Carrier bewältigte die Strecke mit Stand vom 12. Januar 2021 von Dienstag bis Sonntag alleine. Mit Stand vom November 2021 verkehren Color Magic und Color Fantasy wieder regulär täglich zwischen Kiel und Oslo.
Wegen erneuter Zunahme von Coronafällen und der strengeren Einreisebestimmungen in Norwegen stellten die Color Magic ab dem 29. Dezember 2021 und die Color Fantasy ab dem 10. Januar 2022 den Betrieb wieder ein. Betroffen waren davon 700 Arbeitsplätze.   Seit dem 25. Februar 2022 fahren die Fähren wieder wie gewohnt, nachdem kurz zuvor alle Coronamaßnahmen in Norwegen aufgehoben wurden.
Im Jahr 2022 wurde die Color Carrier von der Route abgezogen und verkauft.

## Beteiligungen
Eigentümer der Color Group AS ist die ONS Invest II, die Olav Nils Sunde und seiner Familie gehört. Darunter gibt es folgende Firmengruppierungen, jeweils als 100-%-Beteiligungen: (Stand: März 2017)

### Tochterunternehmen der Color Group AS
- Color Line AS (Oslo)
- Color Hotels AS (Oslo)

### Tochterunternehmen der Color Line AS
- Color Line Cruises AS (Oslo)
- Color Line Transport AS (Oslo)
- Color Line Crew AS (Oslo)
- Color Line Marine AS (Sandefjord)
- Color Marine Verksted AS (Sandefjord)
- Bergen Line AS (Oslo)
- Norway Line AS (Oslo)
- Color Scandi Line AS (Oslo)
- Scandi Line AS (Oslo)

#### Tochterunternehmen der Color Line Cruises AS
- Color Line GmbH (Kiel)
- Terminalbygget AS (Oslo)

#### Tochterunternehmen der Color Line Transport AS
- Color Hotel Skagen AS (Skagen)
- Color Line Danmark AS (Hirtshals)
- Hirtshals Skipsproviantering AS (Hirtshals)
- Larvik Line AS (Oslo)

## Strecken und Flotte

### Routen und eingesetzte Schiffe
| Schiff        | Schiffstyp   | Baujahr | Im Dienst bei Color Line | Route                  | Passagiere | Vermessung | Flagge   | Bild |
| ------------- | ------------ | ------- | ------------------------ | ---------------------- | ---------- | ---------- | -------- | ---- |
| Color Fantasy | Fähre        | 2004    | 2004                     | Kiel–Oslo              | 2.750      | 75.027 BRZ | Norwegen |      |
| Color Magic   | Fähre        | 2007    | 2007                     | Kiel–Oslo              | 2.750      | 75.156 BRZ | Norwegen |      |
| SuperSpeed 1  | Schnellfähre | 2008    | 2008                     | Kristiansand–Hirtshals | 2.315      | 36.822 BRZ | Norwegen |      |
| SuperSpeed 2  | Schnellfähre | 2008    | 2008                     | Larvik–Hirtshals       | 2.000      | 34.231 BRZ | Norwegen |      |
| Color Hybrid  | Fähre        | 2019    | 2019                     | Sandefjord–Strömstad   | 2.000      | 27.164 BRZ | Norwegen |      |

### Ehemalige Schiffe
| Name               | Baujahr | Vermessung | Reederei- dienst | Bauwerft                                                                            | Status/Verbleib |
| ------------------ | ------- | ---------- | ---------------- | ----------------------------------------------------------------------------------- | --- |
| Jupiter            | 1966    | 9.499 BRT  | 1990             | Flender-Werke, Lübeck                                                               | von Norway Line übernommen 2008 in Alang verschrottet                                                                                       |
| Sandefjord         | 1965    | 5.762 BRZ  | 1999/2000        | O&K, Lübeck                                                                         | gebaut als Viking III für Otto Thoresen Shipping, seit 2007 als Red Star I für Nortbay Trsp. Maritimos                                      |
| Bohus              | 1971    | 9.149 BRZ  | 1999–2019        | Aalborg Værft                                                                       | gebaut als Prinsessan Desiree für Sessan Linjen, 2019 verkauft, als Ionian Star im Mittelmeer im Einsatz                                    |
| Feederman          | 1972    | 6.712 BRZ  | 1998             | Rauma-Repola, Rauma                                                                 | gebaut als Bore X für Ångfartygs Ab Bore, seit 2003 als Dorrat Jeddah für Baaboud Fam.                                                      |
| Jupiter            | 1973    | 14.264 BRZ | 1990–1994        | Dubegion-Normandie, Nantes                                                          | gebaut als Bolero für Fred. Olsen, 2004–2011 aufgelegt in Nassau, 2012 in Aliaga verschrottet                                               |
| Venus              | 1973    | 13.336 BRZ | 1990–1994        | Wärtsilä, Turku                                                                     | gebaut als Prinsessan Birgitta für Sessan Linjens, von Norway Line übernommen, 2021 als Wish in Alang verschrottet                          |
| Color Viking       | 1975    | 20.581 BRZ | 1994–1998        | Dubegion-Normandie, Nantes                                                          | gebaut als Wellamo für Finska Ångfartygs Ab, ab 2007 Jupiter für Royal Group Ltd. 2017 gekentert                                            |
| Skagen             | 1975    | 12.333 BRZ | 1991–2005        | Aalborg Værft, Aalborg                                                              | gebaut als Borgen für Fred. Olsen, 2011 abgewrackt                                                                                          |
| Calibur            | 1976    | 9.737 BRZ  | 2003             | Trosvik Verksted, Brevik                                                            | gebaut als Seaspeed Dana für Seaspeed Ferry, ab 2008 als Amadeo I für Nisa Navegacion am 18. August 2014 in Paso Kirke/Chile gesunken.      |
| Landi              | 1976    | 9.079 BRZ  | 1999             | Kröger Werft, Rendsburg                                                             | gebaut als Argo für Argo Reederei, seit 2008 als Ammari für Ustica Lines                                                                    |
| Color Trader       | 1977    | 8.454 BRZ  | 1998             | Hollming, Hollming                                                                  | gebaut als Mekhanik Gerasimov für Latvian Shipping Company, 2004 nach Feuer abgewrackt                                                      |
| European Mariner   | 1978    | 5.897 BRZ  | 2002             | Rickmers-Werft, Bremen                                                              | gebaut als Salahala für Salahala Shipping, 2011 in Aliaga abgewrackt                                                                        |
| Gute               | 1979    | 7.616 BRZ  | 2003             | Falkenbergs Varv, Falkenberg                                                        | gebaut für Rederi Ab Gotland, im Dienst für Faergen zwischen Køge, Ystad und Rønne, seit 2017 für Stena Line zwischen Karlskrona und Gdynia |
| Color Traveller    | 1981    | 17.053 BRZ | 2004–2006        | Wärtsilä, Helsinki                                                                  | gebaut als Travemünde für Gedser-Travemünde Ruten, ab 2011 als Betancuria für Fred. Olsen in Fahrt                                          |
| Peter Wessel       | 1981    | 30.318 BRZ | 1996–2008        | Öresundsvarvet, Landskrona                                                          | gebaut als Gotland für Rederi Ab Gotland, seit 2009 als SNAV Toscana für SNAV                                                               |
| Prinsesse Ragnhild | 1981    | 35.438 BRZ | 1992–2008        | Howaldtswerke-Deutsche Werft, Kiel                                                  | ab 2008 als Bahamas Celebration für Celebration Cruise Holdings Inc. 2015 Verschrottung in Alang, Indien                                    |
| Christian IV       | 1982    | 15.064 BRZ | 1991–2008        | AG Weser Seebeckwerft, Bremerhaven                                                  | gebaut als Olau Britannia für Olau Line, ab 2008 als Julia für Stella Lines                                                                 |
| Oktogon 3          | 1984    | 9.983 BRZ  | 1996/1997        | Mathias-Thesen-Werft, Wismar                                                        | gebaut als Ritzberg, 2010 als Fast Independence in Aliaga verschrottet                                                                      |
| Color Festival     | 1985    | 34.694 BRZ | 1994–2008        | Wärtsilä, Turku                                                                     | gebaut als Svea für Svea Line, seit 2008 als Mega Smeralda für Corsica Ferries                                                              |
| Kronprins Harald   | 1987    | 31.122 BRZ | 1991–2007        | Wärtsilä, Turku                                                                     | ab 2007 als Oscar Wilde für Irish Ferries, seit Mai 2019 als GNV Allegra für GNV                                                            |
| SeaCat Danmark     | 1991    | 3.003 BRZ  | 1996             | InCat Tasmania, Hobart                                                              | gebaut als Hoverspeed Belgium für Hoverspeed, ab 2011 als Golden Blaze für Golden Blaze Mar. Comp.                                          |
| SeaCat Norge       | 1991    | 3.003 BRZ  | 1996             | InCat Tasmania, Hobart                                                              | gebaut als Hoverspeed France für Hoverspeed, seit 2011 als Master Jet für Sea Jets                                                          |
| Silvia Ana L       | 1996    | 7.895 BRZ  | 1997–2007        | Bazans Fernando, Cadiz                                                              | Sommercharter, seit 2007 für Buquebus |
| Pegasus Two        | 1997    | 3.971 BRZ  | 1997/1998        | Fincantieri, La Spezia                                                              | gebaut für Ocean Bridge Investments, seit 2007 als Queen Neferititi für Arab Bridge Maritime                                                |
| St Rognvald        | 1970    | 2.645 BRZ  | 1995             | Orestein & Koppel, Lübeck                                                           | 2004 in Alang verschrottet |
| Color Carrier      | 1998    | 12.251 BRZ | 2019–2022        | Santierul Naval S.A., Galatatz, Rumänien Fosen Mek. Verksteder A/S, Rissa, Norwegen | heute Cadena 4 |
| Color Viking       | 1985    | 19.763 BRZ | 2000–2022        |                                                                                     | Heute Superstar II bei Seajets. |

## Galerie

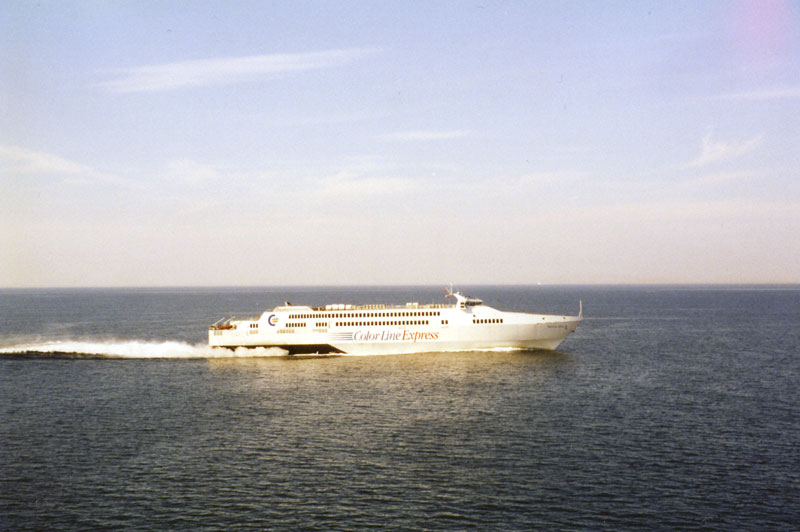
Silvia Ana L
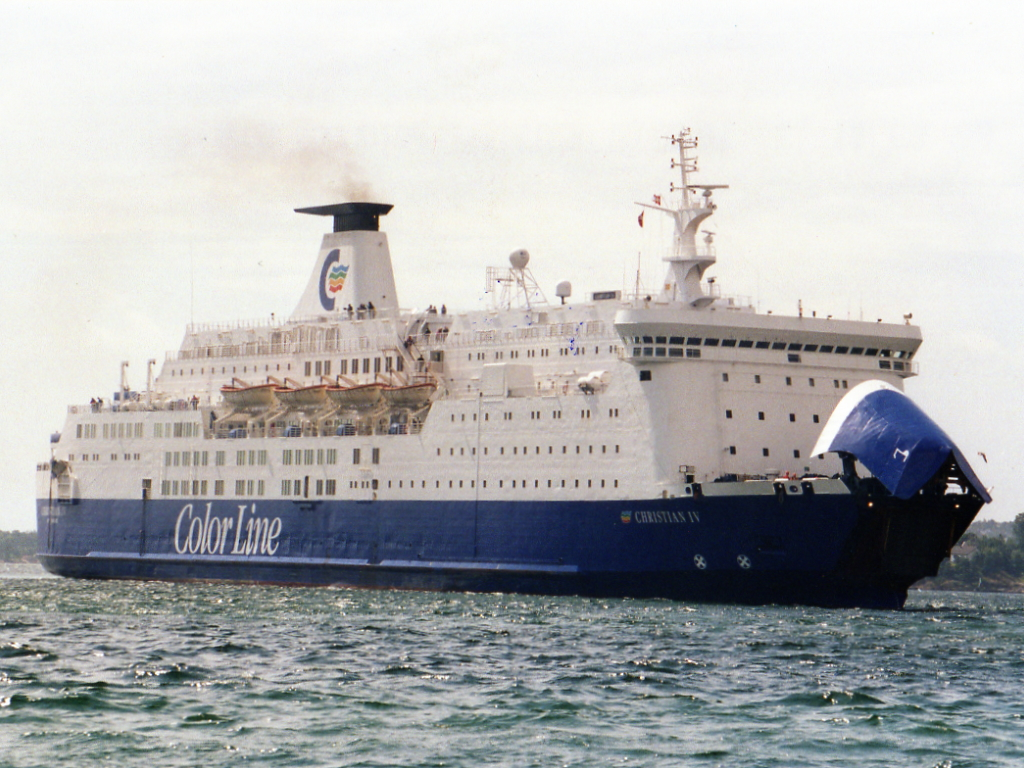
Christian IV
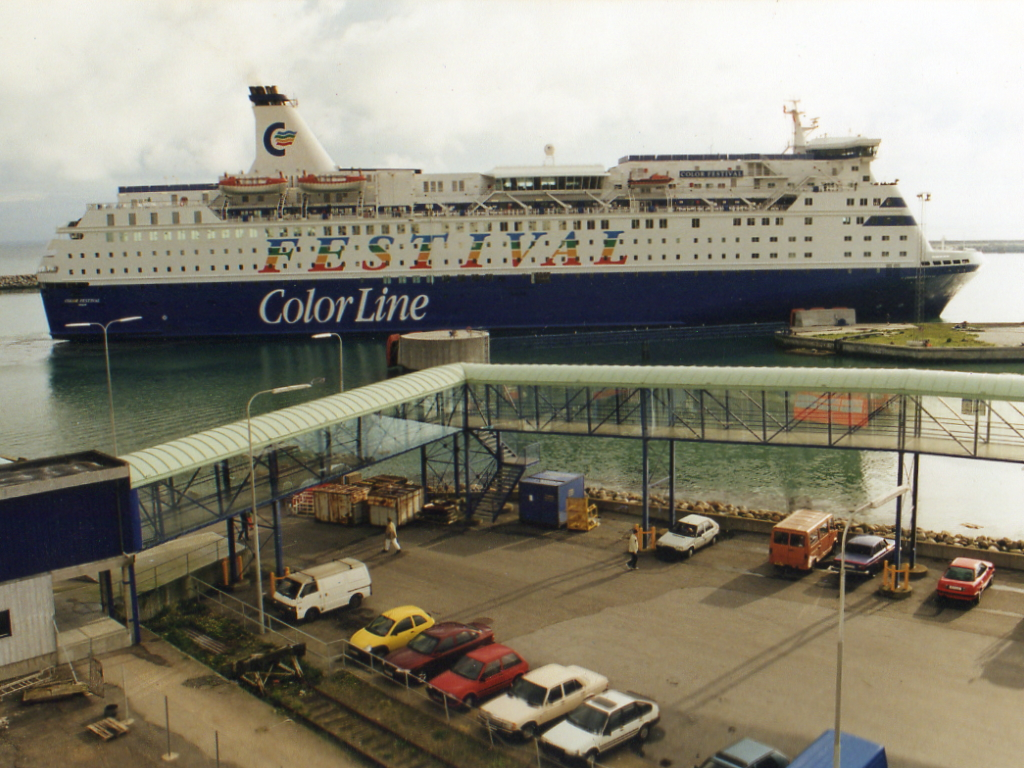
Color Festival im Hafen von Hirtshals
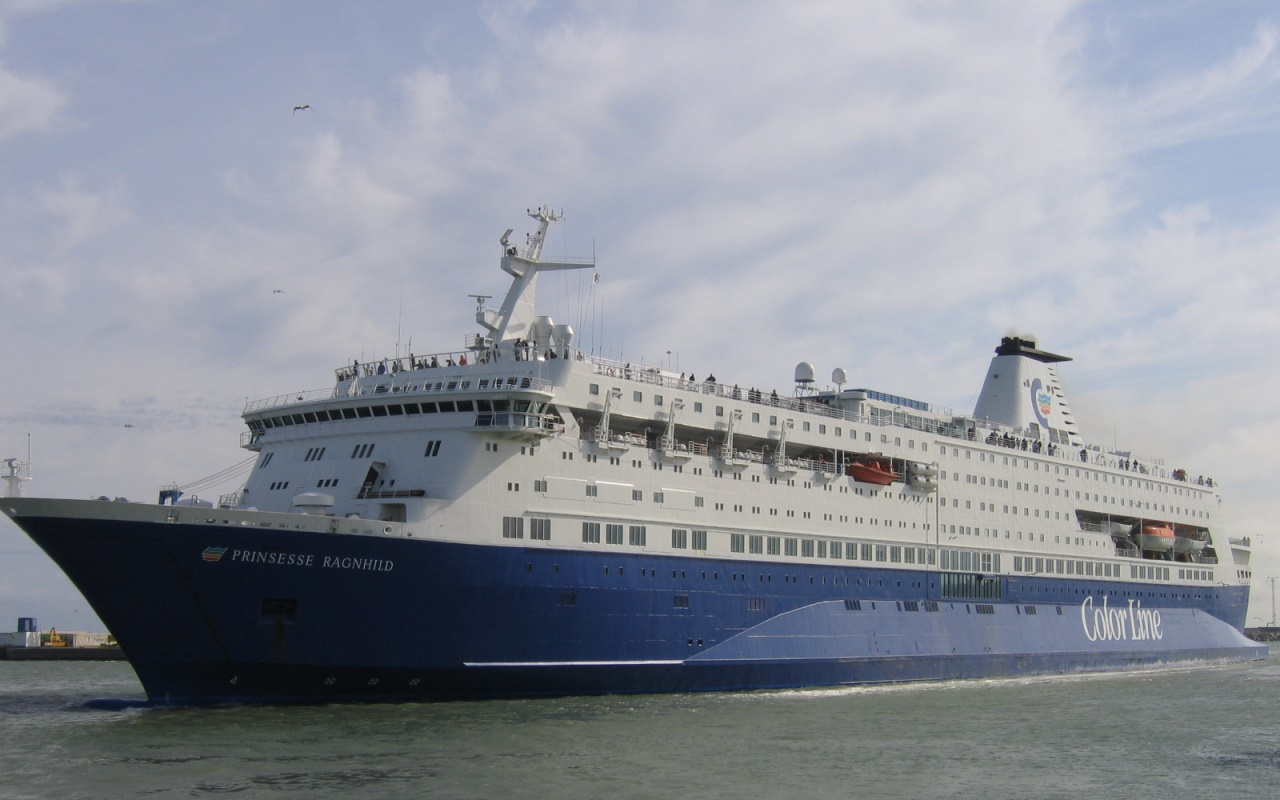
Prinsesse Ragnhild in Hirtshals
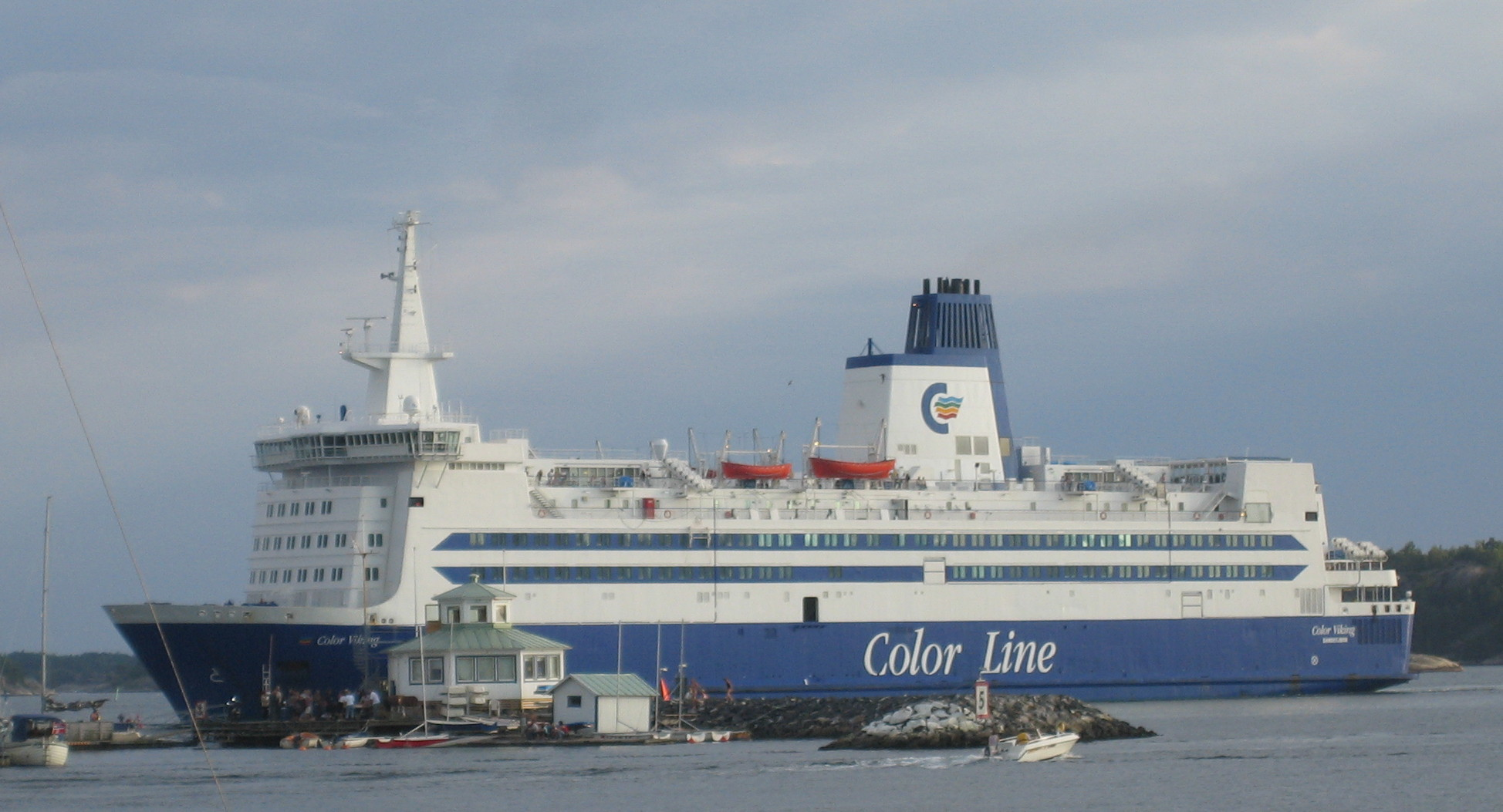
Color Viking in Strömstad
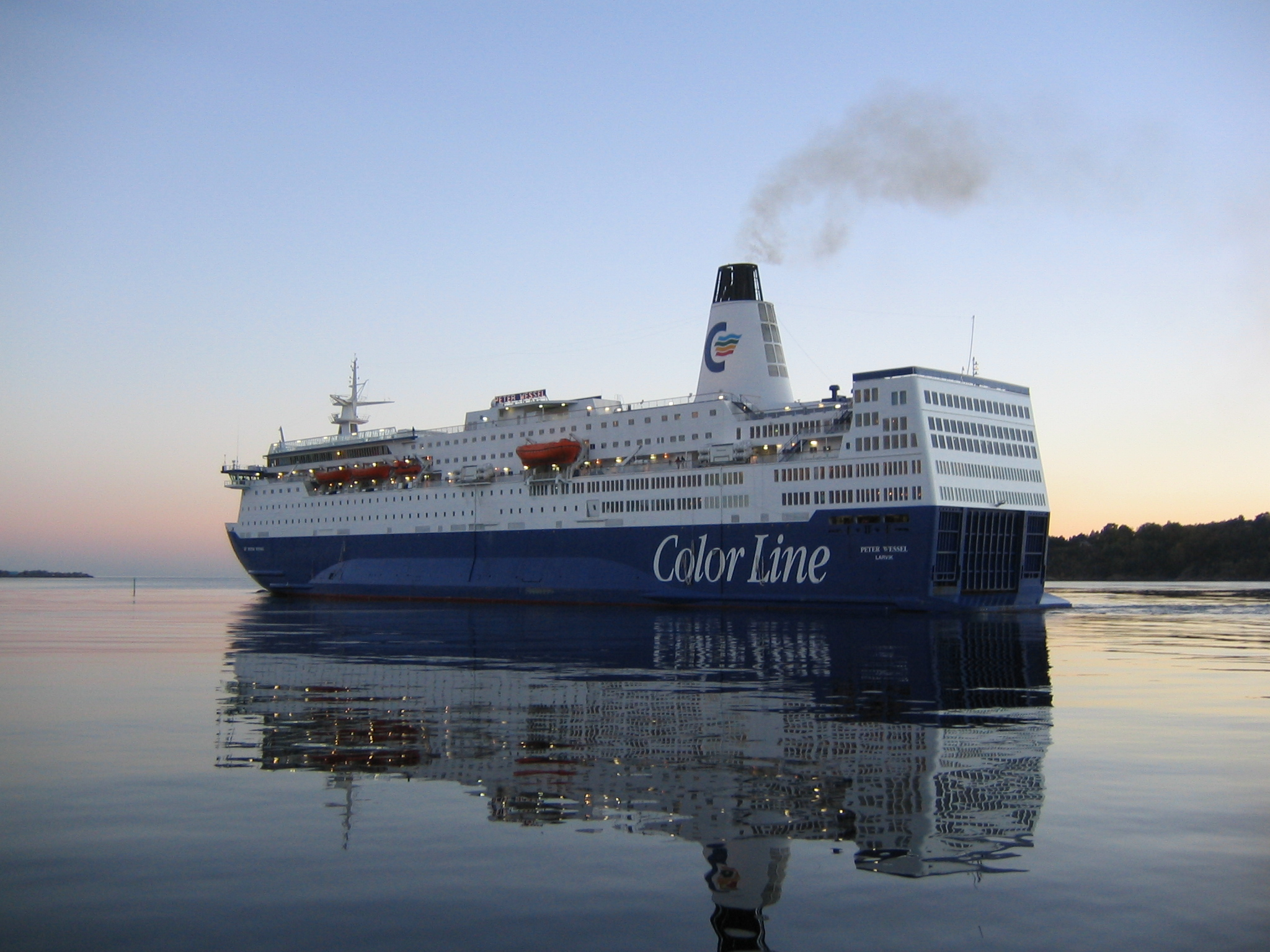
Peter Wessel im Larvikfjord
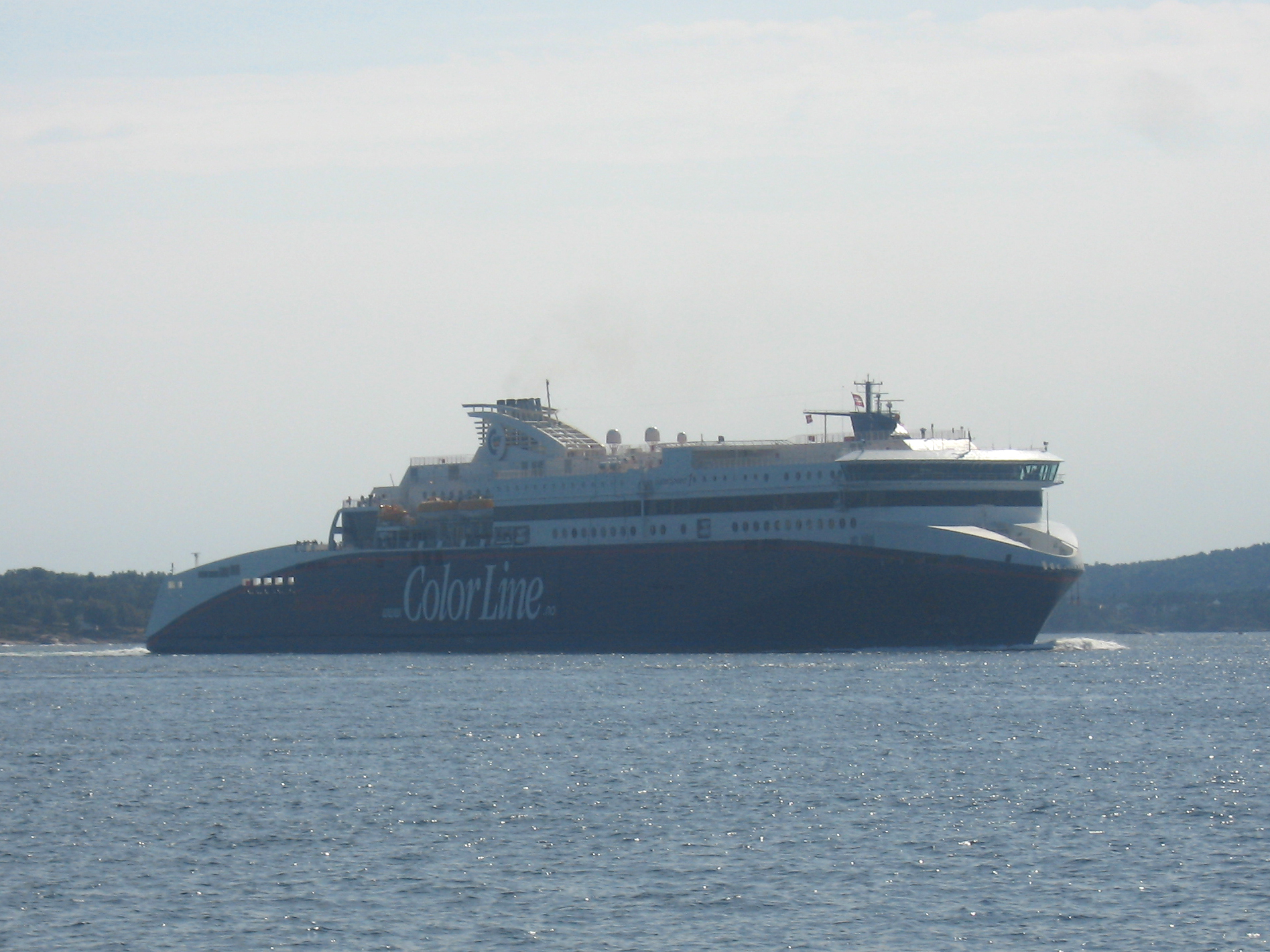
SuperSpeed 1 im Hafen von Kristiansand
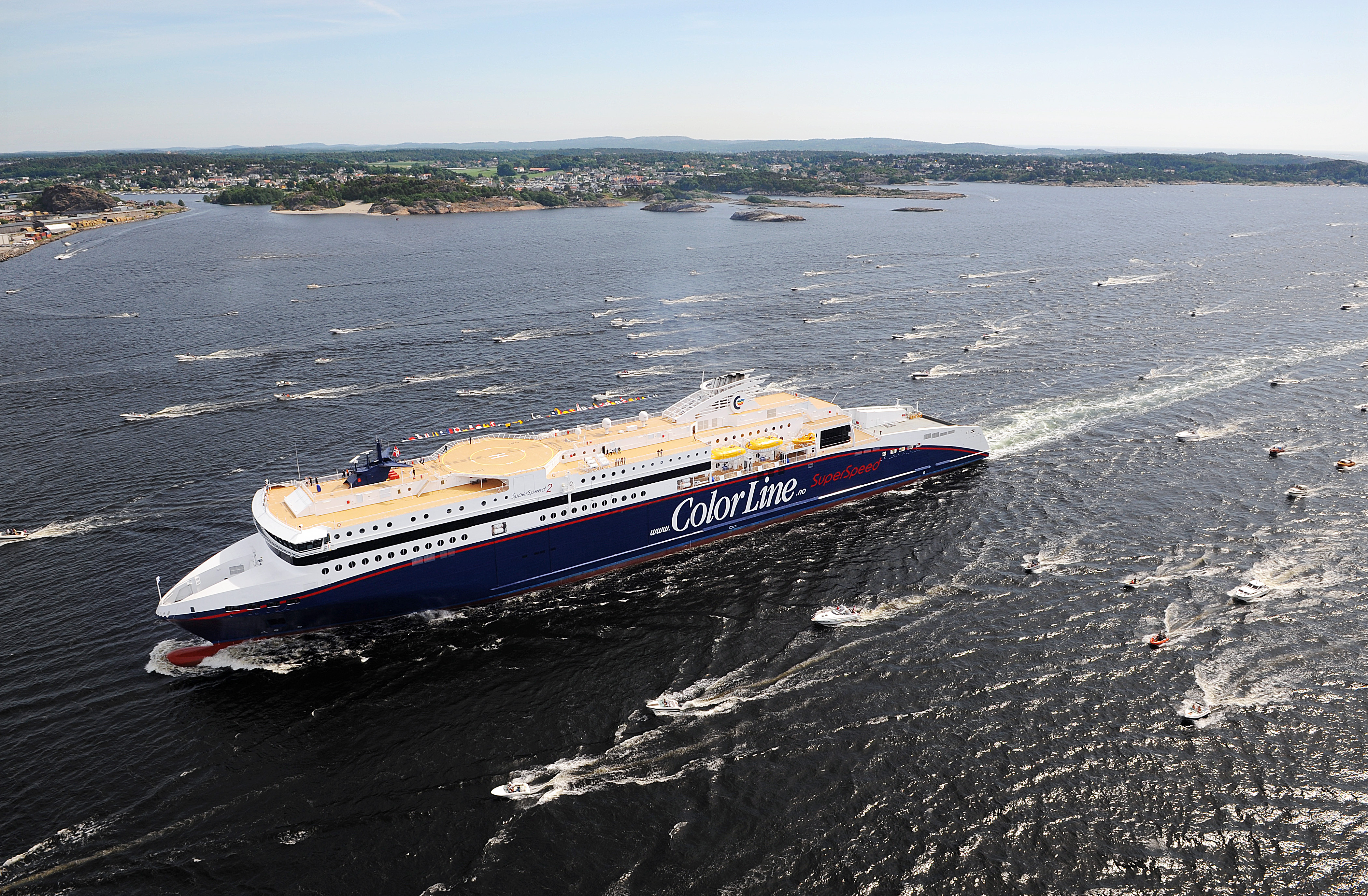
Die SuperSpeed 2
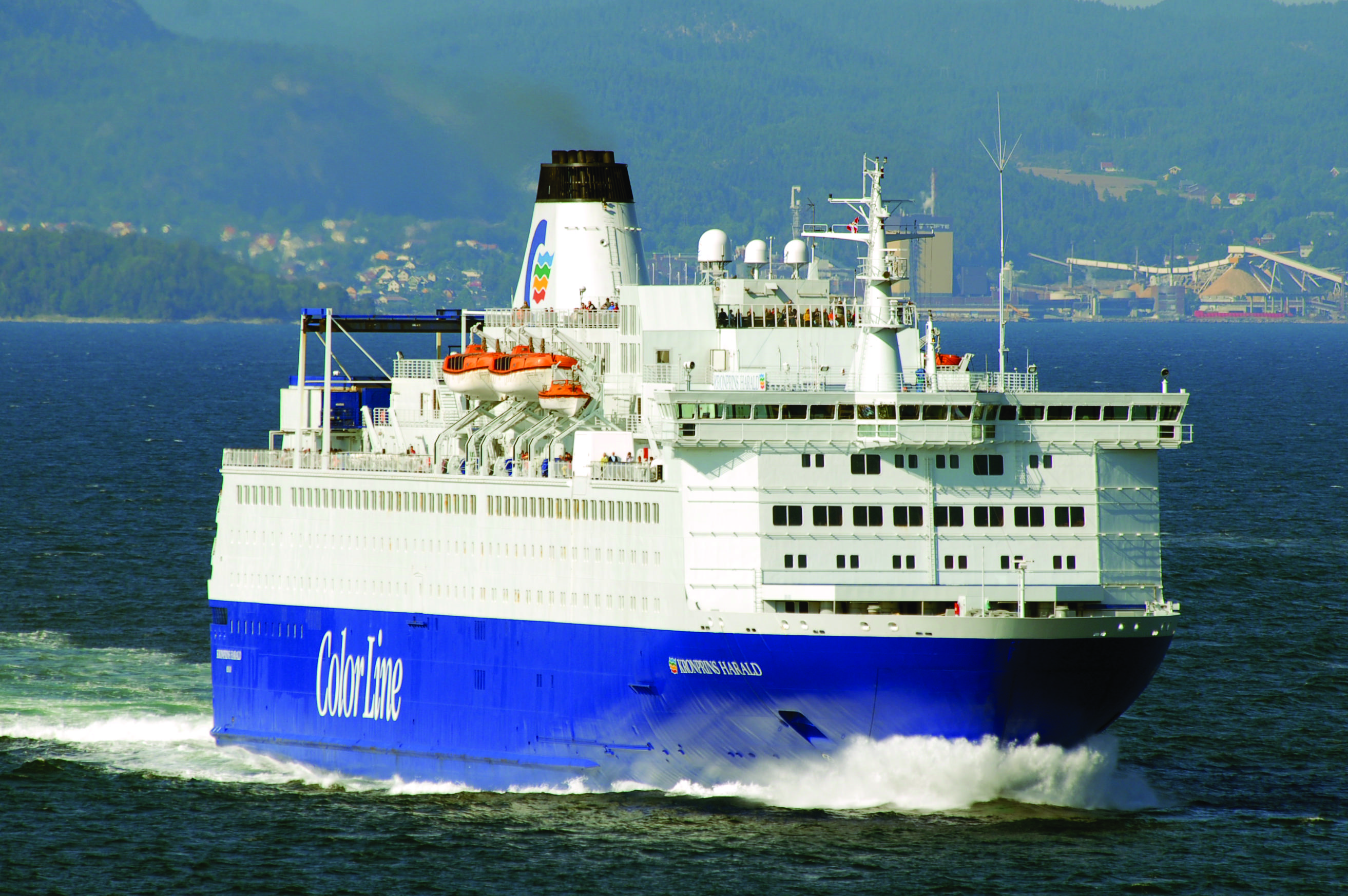
Die Kronprins Harald
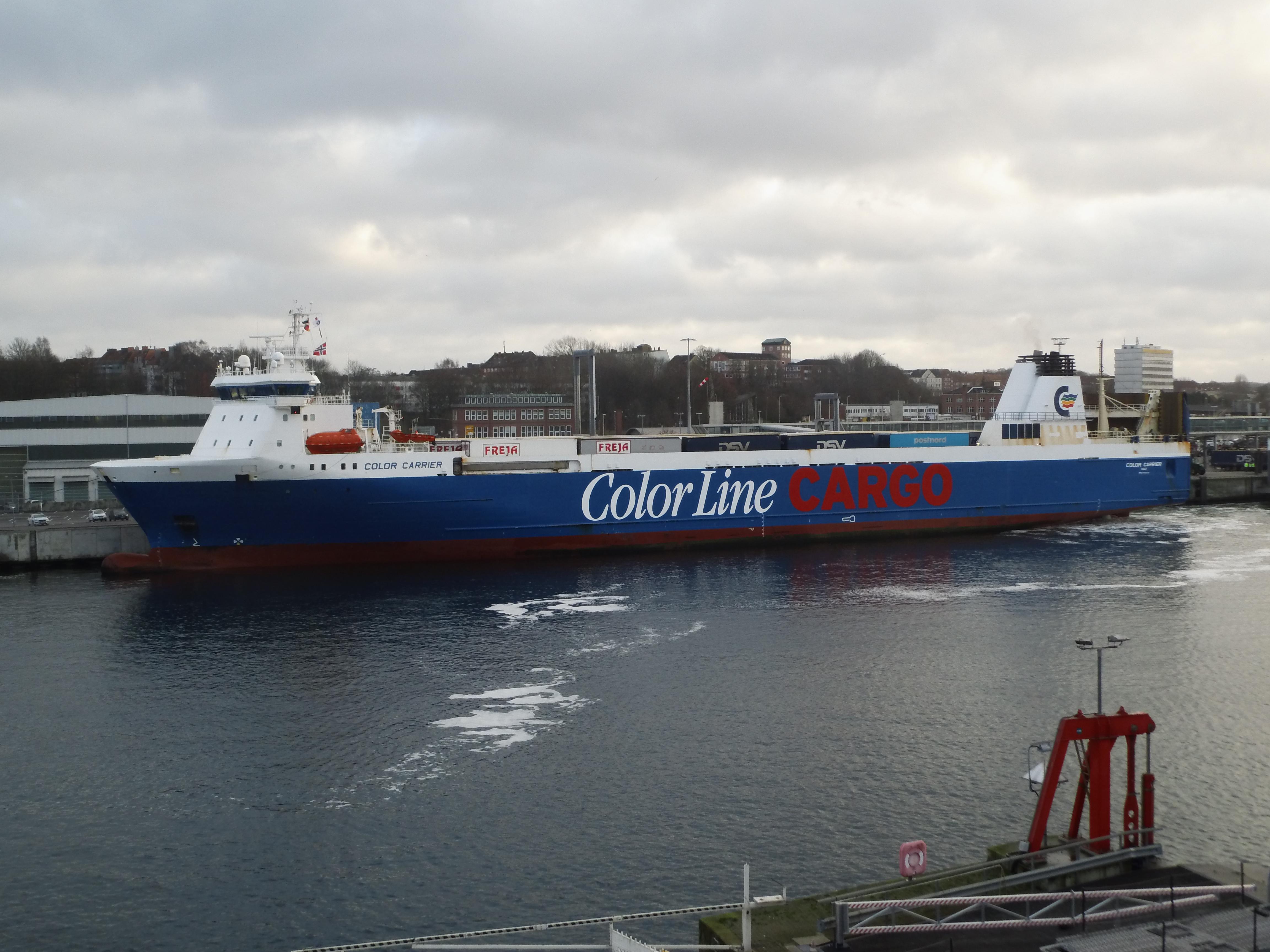
Die Color Carrier in Kiel
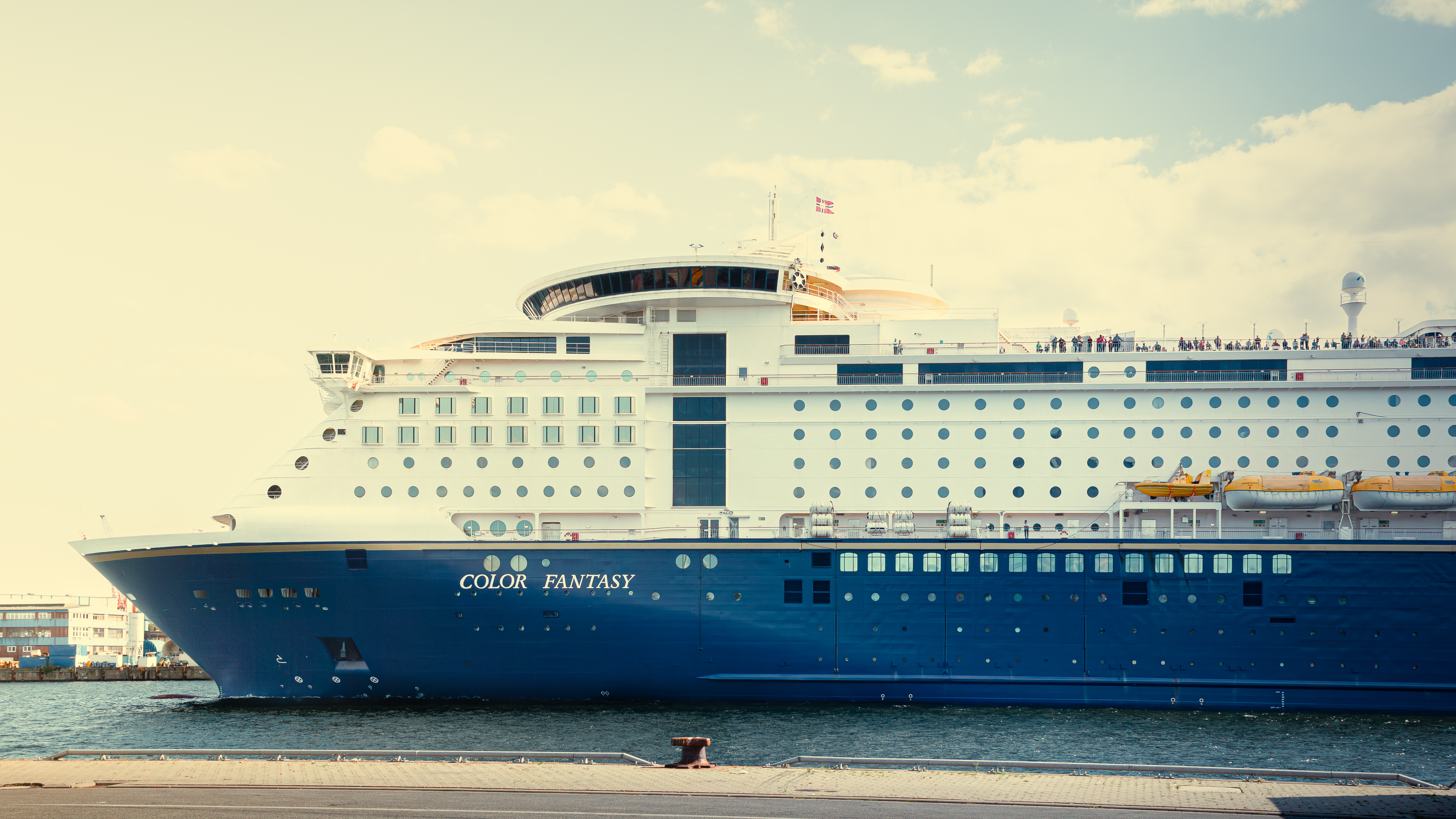
Colorline Fantasy